# 藺草慶子
藺草 慶子（いぐさ けいこ、1959年（昭和34年）9月29日- ）は、俳人。

## 経歴
東京都生。1982年、東京女子大学白塔会にて山口青邨に師事。青邨の「夏草」同人、のち斎藤夏風の「屋根」同人。「藍生」会員。1996年、『野の琴』により第20回俳人協会新人賞受賞。2006年、石田郷子、大木あまり、山西雅子とともに「星の木」創刊、同人。2016年、 『櫻翳』により第4回星野立子賞受賞。他の句集に『鶴の邑』『遠き木』がある。昭和女子大学では、日本語日本文学科にて俳句の創作を担当している。俳人協会幹事、日本文芸家協会会員。

## 著作
- 『鶴の邑』牧羊社〈処女句集シリーズ ・2〉、1989年3月。ISBN 4-8333-1001-5。
- 『藺草慶子句集 野の琴』ふらんす堂、1995年12月。ISBN 4-89402-146-3。
  - 『藺草慶子句集 野の琴』（新装版）ふらんす堂〈受賞句集選書 1〉、1997年4月。ISBN 4-89402-195-1。
- 藺草慶子 ほか『現代俳句最前線』 上巻、北溟社、2003年4月。ISBN 4-89448-407-2。
- 『藺草慶子句集 遠き木』ふらんす堂〈ふらんす堂精鋭俳句叢書〉、2003年9月。ISBN 4-89402-578-7。
- 『櫻翳』ふらんす堂、2015年10月。ISBN 978-4-7814-0810-1。
- 『雪日』ふらんす堂、2024年10月。ISBN 978-4-7814-1698-4。